# Klein Scherpenheuvel
Klein Scherpenheuvel is een kapel in Wiekevorst, een deelgemeente van Heist-op-den-Berg.

## Naam
Klein Scherpenheuvel dankt zijn naam aan de opvallende gelijkenis met de barokke Basiliek van Onze-Lieve-Vrouw van Scherpenheuvel. Net zoals de basiliek is ook de koepel van het kapelletje bezaaid met sterren.

## Oorsprong
De kapel dateert van 1842. Omtrent het ontstaan ervan gaat er een legende. 
De legende gaat dat er op een dag een koopman uit Scherpenheuvel 's avonds huiswaarts keerde. In een bos werd hij overvallen door rovers. De koopman ging de rovers te lijf en verwondde er zelfs twee, maar doordat er nog meer rovers uit de struiken sprongen, zette hij het op een lopen. Vlak bij Wiekevorst begaven zijn krachten het en hij bad tot God om hem te redden. Nadat hij had gebeden waren plotseling alle rovers verdwenen. Toen de koopman opstond zag hij aan een tegenoverliggende eik een Mariabeeld hangen en naast die boom was er een grote zavelput. De koopman is dan in Wiekevorst naar de pastoor gegaan, heeft hem het hele verhaal verteld en heeft dan later de kapel laten bouwen.